# Адміністративний устрій Олександрійського району
Адміністративний устрій Олександрійського району — адміністративно-територіальний поділ Олександрійського району Кіровоградської області на 1 міську раду та 21 сільську раду, які об'єднують 77 населених пунктів та підпорядковані Олександрійській районній раді. Адміністративний центр — місто Олександрія, яке має статус міста обласного значення, тому не входить до складу района.

## Список радОлександрійського району
| №  | Назва                           | Центр               | Населені пункти                                                               | Площа км² | Місце за площею | Населення (2001), чол. | Місце за населенням |
| -- | ------------------------------- | ------------------- | ----------------------------------------------------------------------------- | --------- | --------------- | ---------------------- | ------------------- |
| 1  | Новопразька селищна рада        | смт Нова Прага      | смт Нова Прага с. Григорівка с. Лозуватка с. Олександро-Пащенкове             |           |                 |                        |                     |
| 2  | Приютівська селищна рада        | смт Приютівка       | смт Приютівка                                                                 |           |                 |                        |                     |
| 3  | Андріївська сільська рада       | с. Андріївка        | с. Андріївка с. Мала Березівка с. Рожеве с. Степанівка с. Сургани             |           |                 |                        |                     |
| 4  | Бандурівська сільська рада      | с. Бандурівка       | с. Бандурівка с. Морозівка с. Оліївка с. Ясинуватка                           |           |                 |                        |                     |
| 5  | Войнівська сільська рада        | с. Войнівка         | с. Войнівка                                                                   |           |                 |                        |                     |
| 6  | Головківська сільська рада      | с. Головківка       | с. Головківка с. Іванівка                                                     |           |                 |                        |                     |
| 7  | Дівоче-Пільська сільська рада   | с. Дівоче Поле      | с. Дівоче Поле с. Новозолотарівка с. Петрозагір'я с. Трудівка                 |           |                 |                        |                     |
| 8  | Добронадіївська сільська рада   | с. Добронадіївка    | с. Добронадіївка с. Зелений Барвінок с. Зелений Гай с. Катеринівка с. Медове  |           |                 |                        |                     |
| 9  | Долинська сільська рада         | с. Долинське        | с. Долинське                                                                  |           |                 |                        |                     |
| 10 | Ізмайлівська сільська рада      | с. Ізмайлівка       | с. Ізмайлівка с. Видне с. Гайок с. Королівка с. Піщаний Брід с. Пустельникове |           |                 |                        |                     |
| 11 | Комінтернівська сільська рада   | с-ще Новоселівка    | с-ще Новоселівка с-ще Веселе                                                  |           |                 |                        |                     |
| 12 | Косівська сільська рада         | с. Косівка          | с. Косівка                                                                    |           |                 |                        |                     |
| 13 | Костянтинівська сільська рада   | с. Костянтинівка    | с. Костянтинівка с. Бутівське с. Занфірівка                                   |           |                 |                        |                     |
| 14 | Куколівська сільська рада       | с. Куколівка        | с. Куколівка с. Гулевичі с. Солов'ївка                                        |           |                 |                        |                     |
| 15 | Лікарівська сільська рада       | с. Лікарівка        | с. Лікарівка с. Запоріжжя с. Новоолексіївка                                   |           |                 |                        |                     |
| 16 | Михайлівська сільська рада      | с. Михайлівка       | с. Михайлівка с. Пахарівка с. Тарасівка                                       |           |                 |                        |                     |
| 17 | Недогарська сільська рада       | с. Недогарки        | с. Недогарки с. Вільний Посад с. Новоулянівка с. Глибоке с. Мар'ївка          |           |                 |                        |                     |
| 18 | Олександрівська сільська рада   | с. Олександрівка    | с. Олександрівка с. Сонине                                                    |           |                 |                        |                     |
| 19 | Попельнастівська сільська рада  | с. Попельнасте      | с. Попельнасте                                                                |           |                 |                        |                     |
| 20 | Пролетарська сільська рада      | с. Травневе         | с. Травневе с. Братське с. Зелена Балка с. Зелене                             |           |                 |                        |                     |
| 21 | Протопопівська сільська рада    | с. Протопопівка     | с. Протопопівка с. Березівка с. Діброви с. Петрівське с. Федорівка с. Ягідне  |           |                 |                        |                     |
| 22 | Світлопільська сільська рада    | с. Світлопіль       | с. Світлопіль                                                                 |           |                 |                        |                     |
| 23 | Улянівська сільська рада        | с. Улянівка         | с. Улянівка с. Першотравневе с. Тарасово-Шевченкове с. Червоний Поділ         |           |                 |                        |                     |
| 24 | Червонокам'янська сільська рада | с. Червона Кам'янка | с. Червона Кам'янка с. Ялинівка                                               |           |                 |                        |                     |
| 25 | Шарівська сільська рада         | с. Шарівка          | с. Шарівка с-ще Гайове с-ще Квітневе                                          |           |                 |                        |                     |
| 26 | Щасливська сільська рада        | с. Щасливе          | с. Щасливе                                                                    |           |                 |                        |                     |